# UZU-MAKI
『UZU-MAKI』（うずまき）は、日本のシンガーソングライター、KOTOKOの3枚目のスタジオアルバムである。

## 概要
KOTOKOのメジャー通算3作目のアルバム。制作の進行の都合で、当初の予定から、1ヵ月ほど発売が延期された。KOTOKOのアルバムとしては初めて、シングルのカップリング曲が収録されている。逆に、A面曲にもかかわらず収録されていない曲もある。パッケージはKOTOKOのイメージする「うずまき」をKOTOKO自身が初挑戦の油絵で自ら描いたもの。品番はGNCA-1111（通常盤）・GNCA-1110（初回限定盤）。
初回特典
- 「KOTOKO直筆歌詞カード」（全店舗、通常盤・初回限定盤）
- 発売記念抽選会（一部店舗、通常盤・初回限定盤）
  - 1等：Tシャツ
  - 2等：オリジナル携帯クリーナー
  - 3等：ジャケットステッカー
- 「月夜の舞踏会」のプロモーションビデオとメイキング映像を収録したDVD付き（全店舗、初回限定盤のみ）
- スリーブケース&デジパック仕様（全店舗、初回限定盤のみ）

## チャート成績
2006年12月25日付のオリコン週間アルバムチャートで初登場16位を記録した。初動売上は23,530枚を記録し、累計36,965枚のセールスを記録した。

## 批評
音楽出版社の音楽雑誌『CDジャーナル』は、「彼女の高い歌唱力とI'veならではの高品位なサウンドが魅力。ゲーム音楽の枠には収まり切らない、ヴァラエティに富んだ仕上がりだ。」と批評した。

## 収録曲
| 全作詞: KOTOKO（#1はインストゥルメンタル曲）。 |                                |                                        |                    |                    |      |
| #                                              | タイトル                       | 作詞                                   | 作曲               | 編曲               | 時間 |
| 1.                                             | 「-introduction-」             | KOTOKO（#1は インストゥルメンタル曲 ） | 高瀬一矢・中沢伴行 | 高瀬一矢・中沢伴行 | 1:28 |
| 2.                                             | 「UZU-MAKI」                   | KOTOKO（#1は インストゥルメンタル曲 ） | 高瀬一矢           | 高瀬一矢・尾崎武士 | 6:16 |
| 3.                                             | 「サイダー」                   | KOTOKO（#1は インストゥルメンタル曲 ） | KOTOKO             | C.G mix            | 4:53 |
| 4.                                             | 「春」                         | KOTOKO（#1は インストゥルメンタル曲 ） | KOTOKO             | 高瀬一矢           | 5:48 |
| 5.                                             | 「車窓の調べ」                 | KOTOKO（#1は インストゥルメンタル曲 ） | KOTOKO             | 井内舞子           | 4:23 |
| 6.                                             | 「月夜の舞踏会」               | KOTOKO（#1は インストゥルメンタル曲 ） | 高瀬一矢           | 中沢伴行           | 5:55 |
| 7.                                             | 「海豚」                       | KOTOKO（#1は インストゥルメンタル曲 ） | KOTOKO             | 中沢伴行・尾崎武士 | 4:52 |
| 8.                                             | 「秋爽」                       | KOTOKO（#1は インストゥルメンタル曲 ） | C.G mix            | C.G mix            | 5:56 |
| 9.                                             | 「縁どりの世界」               | KOTOKO（#1は インストゥルメンタル曲 ） | KOTOKO             | 高瀬一矢           | 5:27 |
| 10.                                            | 「楓の道、ギターの奏でる丘で」 | KOTOKO（#1は インストゥルメンタル曲 ） | KOTOKO             | 井内舞子           | 5:28 |
| 11.                                            | 「being」                      | KOTOKO（#1は インストゥルメンタル曲 ） | KOTOKO             | 高瀬一矢           | 4:49 |
| 12.                                            | 「Goodbye Dear」               | KOTOKO（#1は インストゥルメンタル曲 ） | KOTOKO             | 中沢伴行・尾崎武士 | 5:00 |
| 13.                                            | 「雪華の神話 -in X'mas mix-」  | KOTOKO（#1は インストゥルメンタル曲 ） | 高瀬一矢           | 高瀬一矢・中沢伴行 | 6:36 |
| 合計時間:                                      | 合計時間:                      | 合計時間:                              | 合計時間:          | 66:51              |      |

| #  | タイトル                               | 作詞 | 作曲・編曲 |
| -- | -------------------------------------- | ---- | ---------- |
| 1. | 「月夜の舞踏会」(プロモーションビデオ) |      |            |
| 2. | 「月夜の舞踏会」(メイキング映像)       |      |            |

## 楽曲解説
UZU-MAKI
映画『Departed to the future』挿入歌
サイダー
歌詞には父親に向けた感謝のメッセージがこめられているとのこと。
映画『Departed to the future』挿入歌
春
イントロ部分だけが先に出来上がっていてアルバムに収録決定から、出来上がった曲。
車窓の調べ
本人曰く｢タイトルだけ聞くと某テレビ番組のようなゆっくりとした感じの曲だと思うが、聞いてびっくりする｣とのこと。
アップテンポな曲。
月夜の舞踏会
6thシングル『Chercher 〜シャルシェ〜』カップリング曲。
歌詞が「Chercher 〜シャルシェ〜」と連動したものになっており、PVも2曲が連作となっている（なお「Chercher 〜シャルシェ〜」自体は今作未収録）。本人出演のドワンゴTV-CMソング。
海豚
「いるか」というタイトルとは裏腹に、ダークな曲調になっている。
暗い海で寂しく生きるイルカに例えた曲。
秋爽
前作『硝子の靡風』からリカットされた4thシングル『421-a will-』のカップリング曲。
縁どりの世界
3rdアルバムが「UZU-MAKI」に決定する前まではこのアルバムの核になるであろうと思っていたという曲。
being
5thシングル。この曲で、自己最高となるオリコン週間シングルチャート初登場4位を記録。テレビアニメ『灼眼のシャナ』オープニング曲。
雪華の神話 -in X'mas mix-
5thシングル『being』のカップリング曲のリミックスバージョン。間奏にポエトリーリーディングが追加されている。
パケットラジオ『KOTOKOのトコトコ探検記』最終回エンディングテーマ